# Buding
Buding (deutsch Büdingen) ist eine französische Gemeinde mit 567 Einwohnern (Stand 1. Januar 2022) im Département Moselle in der Region Grand Est (bis 2015 Lothringen). Sie gehört zum Arrondissement Thionville und zum Kanton Metzervisse.

## Geografie
Buding liegt an der Canner, etwa zwölf Kilometer östlich von Thionville auf einer Höhe zwischen 170 und 306 m über dem Meeresspiegel. Das Gemeindegebiet umfasst 6,35 km².
Zur Gemeinde Buding gehört auch das südlich gelegene Dorf Elzing (Elzingen).

## Geschichte
Der Ort gehört seit 1659 zu Frankreich.
Im Wappen von Buding erinnert der Löwe als Insigne der früheren Herren von Valcourt an deren Herrschaft über Buding. Die drei goldenen Kugeln sind das Attribut von St. Nikolaus, dem Schutzpatron der Budinger Kirchengemeinde.
Seit dem 17. Jahrhundert bestand die Jüdische Gemeinde Buding.

### Bevölkerungsentwicklung
| Jahr      | 1962 | 1968 | 1975 | 1982 | 1990 | 1999 | 2007 | 2019 |
| --------- | ---- | ---- | ---- | ---- | ---- | ---- | ---- | ---- |
| Einwohner | 326  | 339  | 339  | 385  | 509  | 472  | 494  | 588  |

## Persönlichkeiten
- Jean-Pierre Schumacher (* 15. Februar 1924 in Buding, Lothringen; † 21. November 2021	in Midelt, Marokko), französischer Ordensgeistlicher und Trappistenmönch. Er war der letzte Überlebende des Massakers von Tibhirine.

## Belege
1. ↑  Wappenbeschreibung auf genealogie-lorraine.fr (französisch)